# Simavdelningen 1902
Simavdelningen 1902 (S 02) bildades den 20 februari 1902 och var verksam till 2003. Föreningen började som en simavdelning inom Göteborgs Idrottsförbund (Göteborgs Velocipedklubb, Idrottssällskapet Lyckans Soldater och Skridskosällskapet Norden) men under 1909 avbröt de samarbetet och fortsatte på egen hand.

## Verksamhet
Föreningens verksamhet bestod av tävlingssimning, öppet vatten-simning, simhopp och vattenpolo. I början av 1900-talet hjälpte föreningen till med simundervisningen i Göteborg när Göteborgs Simsällskap (bildad 16 augusti 1842) hade ont om ledare. Tävlingar och träningar skedde innan Valhallabadets tillkomst mestadels i följande anläggningar:
- Renströmska Bad- och Tvättanstalten i Haga  - Inomhus: byggd 1876, karbad, romerskt bad alt. turkiskt bad, brandhärjades 1903. - Ombyggd 1906, då det tillkom en 14,47x11,38 m bassäng inklusive ett 5 m hopptorn (äggformad bassäng, djup 1,2 m på sidorna och 3,8 m i mitten). - Smeknamn: Hagabadet, Ägget och Sumpen.
- Saltholmens Kall- och Varmbadhus i Långedrag - Utomhus: byggt 1908 - Ombyggt 1923 till en simstadion med 50x25 m bassäng, två sviktar, ett hopptorn och 970-1500 st. åskådarplatser. - Där arrangerades flera SM-tävlingar, och var även start/målplats för öppet vatten-simningar (exempelvis Älvsborgssimningen).
- Lisebergsbadet (vid Korsvägen, mittemot Svenska Mässans entré) - Utomhus: Byggt 1935, avvecklat 1956. - Bassäng: 36x15 m, djup 0,9 - 4,5 m - Kunde värmas upp samt skapa vågor (först i Europa?), undervattensbelysning, 5 och 10 m  hopptorn, 1 och 3 m sviktar. - Åskådarplatser: 1200 sittplatser och 600 ståplatser.
- Olika vikar och sjöar i närområdet ex. Kåsjön (där det har gått SM i Simhopp 1953)
- Valhallabadet (ersatte Hagabadet samt Lisebergsbadet) - Inomhus: Byggt 1956, bassäng 33x16 m, djup 2,1 - 4,8 m, hydraulisk höj och sänkbar brygga vid 25 m, hopptorn 5, 7,5 och 10 m, sviktar 1 och 3 m. - Åskådarplatser: 1235 sittplatser och 420 ståplatser. - 1959 tillkom det romerska badet. - 1967 tillkom utomhusbassängen 50x16 m. - 1986 byggdes utomhusbassängen om till en inomhusbassäng 50x25 m.
- Lundbybadet - Inomhus: Byggd 1973, bassäng 25 x 12,5 m (6 banor) och Utomhus: Byggd 1973, bassäng 50 x 16,67 m (8 banor).

## Framgångsrika medlemmar